# 鹿児島市立坂元小学校
鹿児島市立坂元小学校（かごしましりつ さかもとしょうがっこう）は、鹿児島県鹿児島市玉里団地三丁目にある市立小学校。
校名は『坂元』であるが、坂元にはなく、玉里団地に所在する。

## 概要
鹿児島市の中部にある小学校であり、玉里団地の北部に位置している。1982年（昭和57年）には2,245名、全学年合計で54学級（1学年あたり9学級程度）の大規模校（マンモス校）であったが、1985年（昭和60年）には坂元台小学校、1993年（平成5年）に伊敷台小学校が分割新設されたことにより適正人数化された。
2007年（平成19年）現在では全校児童数422名、学級数は1学年あたり2学級から3学級から構成されている。

## 沿革
- 1974年（昭和49年） - 鹿児島市立大龍小学校、鹿児島市立玉江小学校から分離し開校。
- 1985年（昭和60年） - 鹿児島市立坂元台小学校を分離[1]。
- 1993年（平成5年） - 鹿児島市立伊敷台小学校を分離[1]。

## 児童数
以下の児童数遷移表は坂元小学校 学校紹介学校紹介>坂元小の沿革の記述の一部より作成。
凡例
|  | 児童数（人） |

| 1974年 | 972   |  |
| 1975年 | 1,377 |  |
| 1976年 | 1,623 |  |
| 1977年 | 1,801 |  |
| 1978年 | 1,923 |  |
| 1979年 | 2,064 |  |
| 1980年 | 2,169 |  |
| 1981年 | 2,224 |  |
| 1982年 | 2,245 |  |
| 1983年 | 2,212 |  |
| 1984年 | 2,159 |  |
| 1985年 | 1,220 |  |
| 1986年 | 1,104 |  |
| 1987年 | 1,108 |  |
| 1988年 | 941   |  |
| 1989年 | 899   |  |
| 1990年 | 938   |  |
| 1991年 | 957   |  |
| 1992年 | 966   |  |
| 1993年 | 584   |  |
| 1994年 | 553   |  |
| 1995年 | 531   |  |
| 1996年 | 482   |  |
| 1997年 | 488   |  |
| 1998年 | 431   |  |
| 1999年 | 443   |  |
| 2000年 | 435   |  |
| 2007年 | 422   |  |

## 通学区域
坂元小学校の通学区域には以下の町丁の区域が指定されている。
- 玉里団地一丁目及び玉里団地三丁目の全域
- 若葉町の全域
- 伊敷台七丁目の一部
- 下伊敷町の一部
- 下伊敷二丁目の31-34番
- 下田町の伊敷ニュータウンひがし台（2-3工区）、七窪